# Lumea văzută de Ion B.
The World According to Ion B. (título original: Lumea văzută de Ion B.) é um documentário de 2009 produzido pela HBO Romênia e Alexander Nanau Production, e dirigido por Alexander Nanau.
O filme estreou na TV em 17 de dezembro de 2009, sendo transmitido exclusivamente pela HBO Romênia. Foi premiado como  Melhor Programa Artístico no 38º International Emmy Awards, realizado em 23 de novembro de 2010, em Nova York.

## Sinopse
O documentário de Alexander Nanau conta a história de Ion Bârlădeanu, que, após uma vida de vagabundagem nas ruas de Bucareste, se tornou um artista de prestígio internacional. Com mais de 60 anos, Ion Bârlădeanu é uma das mais recentes descobertas da arte romena. Alguns anos antes, ele morava e trabalhava nos fundos de um prédio de apartamentos em Bucareste, na Calea Moșilor. Em 2009, suas obras foram exibidas em Londres, ao lado das de Andy Warhol e Marcel Duchamp.
O diretor Alexander Nanau começou a filmar o documentário no momento em que as obras de Ion B. começaram a ser reconhecidas e apreciadas tanto no país quanto no exterior. O filme oferece um vislumbre do que a Europa Oriental pode oferecer: talentos desconhecidos, pessoas que aprenderam a se esconder para preservar sua verdade interior e sobreviver ao regime comunista.